# Jacob Carel Frederik van Heerdt
Jacob Carel Frederik van Heerdt is de naam van enige leden van de Nederlandse adellijke familie Van Heerdt.
De eerste naamdrager was:
- Jacob Carel Frederik van Heerdt (Kampen, 17 mei 1762 — aldaar, 6 februari 1814). Hij was heer van Benthuys[1], kapitein dragonders in Statendienst[2] en burgemeester van Kampen[3]. Hij was een zoon van Johan Adriaan van Heerdt (1728-1766), heer van Eversberg, en Cornelia Charlotta Boey (1740-1765). Gehuwd 1° Zwolle 10 mei 1789 met Helena Louisa van Braam (1769-1807), dochter van viceadmiraal Jacob Pieter van Braam en Urseline Martha Feith, en 2° Zwolle 7 oktober 1810 met Anna Judith Sloet tot Lindenhorst (1750-1829). Voor zijn wettige afstammelingen in mannelijke lijn werd in 1822[4] de titel van baron en barones erkend. Van hem en zijn eerste vrouw bestaan 2 pastels door I. Schmidt[5].

Zijn kleinzoons waren:
- Mr. Jacob Carel Frederik baron van Heerdt (Soerabaja, 19 mei 1819 — 's-Gravenhage, 1 september 1878), zoon van Willem Hendrik baron van Heerdt (1790-1826). Hij was lid van de Raad van Justitie te Batavia en Semarang en 1e commies op het residentiekantoor te Amboina (Molukken). Gehuwd Baltimore (Maryland) 24 september 1866 met Sara Jane Hatfield. Het huwelijk (met 1 jong overleden zoon) werd ontbonden door echtscheiding 28 januari 1870. Hij was de auteur van: Mijne Reis met de Landmail van Batavia over Singapore, Ceilon, Aden en Suez tot Alexandrië in Egypte. Met platen en eene kaart door Mr. J.C.F. van Heerdt, Lid in den Raad van Justitie te Samarang ('s-Gravenhage: K. Fuhri 1851).
- Jacob Carel Frederik baron van Heerdt (Kampen, 18 november 1817 — Delft, 10 mei 1880), zoon van Jacob Pieter baron van Heerdt (1791-1854). Hij was majoor infanterie OIL, later burgemeester van IJsselstein 1864-1866, Voorburg 1866-1871 en Hof van Delft 1871-1878 en rentmeester kroondomein 1867-†1880. Gehuwd 1° Soemedang (Preanger-Regentschappen) 3 augustus 1847 met Christine Louise Penning Nieuwland (1819-1854) en 2° Batavia 25 september 1856 met Eugénie Caroline Frédérique George. Uit het eerste huwelijk 1 jong-gestorven zoon en 2 dochters, uit het tweede 2 zonen en 6 dochters.[6]
- Jacob Carel Frederik baron van Heerdt (Zwolle, 3 februari 1839 — Oengaran (Semarang) 25 augustus 1889), zoon van Carel Lodewijk baron van Heerdt (1804-1842). Hij was kapitein artillerie OIL. Gehuwd 1° Batavia 19 juli 1867 met Jkvr. Helena Louise van Braam (1838-1871, haar moeder was een Chinese) en 2° Semarang 18 oktober 1872 met Wilhelmina Henriette Arnold (1849-1912). Uit het eerste huwelijk 1 zoon en 3 dochters, uit het tweede 2 zonen en 2 dochters[7]. Zijn oudste zoon Louis François Henri van Heerdt (1865-1938) werd erkend voor de ABS te Salatiga op 23 juni 1866[8].